# Lewis Capaldi/Diskografie
Diese Diskografie ist eine Übersicht über die musikalischen Werke des britischen Singer-Songwriters Lewis Capaldi. Den Schallplattenauszeichnungen zufolge hat er bisher mehr als 59,4 Millionen Tonträger verkauft, davon alleine in seiner Heimat über 26,5 Millionen. Seine erfolgreichste Veröffentlichung ist die Single Someone You Loved mit über 25,5 Millionen verkauften Einheiten. Diese verkaufte sich alleine in Deutschland über eine Million Mal, womit sie zu den meistverkauften Singles des Landes zählt.

## Alben

### Studioalben
| Jahr | Titel Musiklabel                                              | Höchstplatzierung, Gesamtwochen, AuszeichnungChartplatzierungen (Jahr, Titel, Musiklabel, Platzierungen, Wochen, Auszeichnungen, Anmerkungen) | Höchstplatzierung, Gesamtwochen, AuszeichnungChartplatzierungen (Jahr, Titel, Musiklabel, Platzierungen, Wochen, Auszeichnungen, Anmerkungen) | Höchstplatzierung, Gesamtwochen, AuszeichnungChartplatzierungen (Jahr, Titel, Musiklabel, Platzierungen, Wochen, Auszeichnungen, Anmerkungen) | Höchstplatzierung, Gesamtwochen, AuszeichnungChartplatzierungen (Jahr, Titel, Musiklabel, Platzierungen, Wochen, Auszeichnungen, Anmerkungen) | Höchstplatzierung, Gesamtwochen, AuszeichnungChartplatzierungen (Jahr, Titel, Musiklabel, Platzierungen, Wochen, Auszeichnungen, Anmerkungen) | Anmerkungen                                              |
| Jahr | Titel Musiklabel                                              | DE | AT | CH | UK | US | Anmerkungen                                              |
| ---- | ------------------------------------------------------------- | --- | --- | --- | --- | --- | -------------------------------------------------------- |
| 2019 | Divinely Uninspired to a Hellish Extent Vertigo Records (UMG) | DE7 Gold · (79 Wo.)DE | AT6 ×2Doppelplatin · (153 Wo.)AT | CH3 Gold · (252 Wo.)CH | UK1 ×6Sechsfachplatin · (306 Wo.)UK | US20 (241 Wo.)US | Erstveröffentlichung: 17. Mai 2019 Verkäufe: + 3.141.500 |
| 2023 | Broken by Desire to Be Heavenly Sent Vertigo Records (UMG)    | DE4 (4 Wo.)DE | AT7 (4 Wo.)AT | CH2 (17 Wo.)CH | UK1 Platin · (53 Wo.)UK | US14 (2 Wo.)US | Erstveröffentlichung: 19. Mai 2023 Verkäufe: + 357.500   |

### EPs
| Jahr | Titel Musiklabel                                                        | Anmerkungen                                               |
| ---- | ----------------------------------------------------------------------- | --------------------------------------------------------- |
| 2017 | Bloom Capitol Records • Vertigo Records (UMG)                           | Erstveröffentlichung: 20. Oktober 2017                    |
| 2018 | Breach Vertigo Records (UMG)                                            | Erstveröffentlichung: 8. November 2018 Verkäufe: + 10.000 |
| 2020 | To Tell The Truth I Can’t Believe We Got This Far Vertigo Records (UMG) | Erstveröffentlichung: 15. Mai 2020                        |
| 2022 | Cry Yourself to Sleep Vertigo Records (UMG)                             | Erstveröffentlichung: 25. Februar 2022                    |
| 2025 | All the Rest Vertigo Records (UMG)                                      | Erstveröffentlichung: 16. Mai 2025                        |

## Singles
| Jahr | Titel Album                                                                     | Höchstplatzierung, Gesamtwochen, AuszeichnungChartplatzierungen (Jahr, Titel, Album, Platzierungen, Wochen, Auszeichnungen, Anmerkungen) | Höchstplatzierung, Gesamtwochen, AuszeichnungChartplatzierungen (Jahr, Titel, Album, Platzierungen, Wochen, Auszeichnungen, Anmerkungen) | Höchstplatzierung, Gesamtwochen, AuszeichnungChartplatzierungen (Jahr, Titel, Album, Platzierungen, Wochen, Auszeichnungen, Anmerkungen) | Höchstplatzierung, Gesamtwochen, AuszeichnungChartplatzierungen (Jahr, Titel, Album, Platzierungen, Wochen, Auszeichnungen, Anmerkungen) | Höchstplatzierung, Gesamtwochen, AuszeichnungChartplatzierungen (Jahr, Titel, Album, Platzierungen, Wochen, Auszeichnungen, Anmerkungen) | Anmerkungen                                                                    |
| Jahr | Titel Album                                                                     | DE | AT | CH | UK | US | Anmerkungen                                                                    |
| --- | ------------------------------------------------------------------------------- | --- | --- | --- | --- | --- | ------------------------------------------------------------------------------ |
| 2017 | Bruises Bloom • Divinely Uninspired to a Hellish Extent                         | DE84 Platin · (4 Wo.)DE | AT52 ×3Dreifachplatin · (15 Wo.)AT | CH42 Platin · (38 Wo.)CH | UK6 ×5Fünffachplatin · (54 Wo.)UK | — | Erstveröffentlichung: 16. Juni 2017 Verkäufe: + 5.380.000                      |
| 2017 | Lost on You Bloom • Divinely Uninspired to a Hellish Extent                     | — | — | CH— GoldCH | UK— GoldUK | — | Erstveröffentlichung: 17. Juli 2017 Verkäufe: + 485.000                        |
| 2017 | Fade Bloom • Divinely Uninspired to a Hellish Extent                            | — | — | — | UK— GoldUK | — | Erstveröffentlichung: 29. September 2017 Verkäufe: + 400.000                   |
| 2018 | Rush –                                                                          | — | — | — | UK— GoldUK | — | Erstveröffentlichung: 23. Februar 2018 Verkäufe: + 435.000, feat. Jessie Reyez |
| 2018 | Tough Breach                                                                    | — | — | — | UK— GoldUK | — | Erstveröffentlichung: 8. Juni 2018 Verkäufe: + 435.000                         |
| 2018 | Grace Breach • Divinely Uninspired to a Hellish Extent                          | — | — | CH— GoldCH | UK9 ×3Dreifachplatin · (42 Wo.)UK | — | Erstveröffentlichung: 21. September 2018 Verkäufe: + 2.075.000                 |
| 2018 | Someone You Loved Breach • Divinely Uninspired to a Hellish Extent              | DE18 Diamant · (100 Wo.)DE | AT8 ×6Sechsfachplatin · (91 Wo.)AT | CH3 ×3Dreifachplatin · (275 Wo.)CH | UK1 ×10Zehnfachplatin · (243 Wo.)UK | US1 Diamant · (54 Wo.)US | Erstveröffentlichung: 8. November 2018 Verkäufe: + 25.523.333                  |
| 2019 | Hold Me While You Wait Divinely Uninspired to a Hellish Extent                  | DE— GoldDE | AT— PlatinAT | CH63 (2 Wo.)CH | UK4 ×4Vierfachplatin · (28 Wo.)UK | — | Erstveröffentlichung: 3. Mai 2019 Verkäufe: + 3.760.000                        |
| 2019 | Before You Go Divinely Uninspired to a Hellish Extent (Extended Edition)        | DE42 Platin · (24 Wo.)DE | AT20 ×3Dreifachplatin · (26 Wo.)AT | CH5 (67 Wo.)CH | UK1 ×5Fünffachplatin · (67 Wo.)UK | US9 Platin · (52 Wo.)US | Erstveröffentlichung: 22. November 2019 Verkäufe: + 8.133.333                  |
| 2022 | Forget Me Broken by Desire to Be Heavenly Sent                                  | DE86 (2 Wo.)DE | AT59 Platin · (3 Wo.)AT | CH38 (19 Wo.)CH | UK1 ×2Doppelplatin · (46 Wo.)UK | US58 (14 Wo.)US | Erstveröffentlichung: 9. September 2022 Verkäufe: + 1.915.000                  |
| 2022 | Pointless Broken by Desire to Be Heavenly Sent                                  | — | — | CH61 (2 Wo.)CH | UK1 Platin · (21 Wo.)UK | — | Erstveröffentlichung: 2. Dezember 2022 Verkäufe: + 735.000                     |
| 2023 | How I’m Feeling Now Broken by Desire to Be Heavenly Sent                        | — | — | — | UK24 Silber · (5 Wo.)UK | — | Erstveröffentlichung: 17. März 2023 Verkäufe: + 200.000                        |
| 2023 | Wish You the Best Broken by Desire to Be Heavenly Sent                          | DE— aDE | AT57 (3 Wo.)AT | CH34 (6 Wo.)CH | UK1 Platin · (19 Wo.)UK | — | Erstveröffentlichung: 14. April 2023 Verkäufe: + 1.045.000                     |
| 2024 | Love the Hell Out of You –                                                      | — | — | — | — | — | Erstveröffentlichung: 9. August 2024                                           |
| 2025 | Survive –                                                                       | — | — | CH17 (2 Wo.)CH | UK1 Silber · (… Wo.)UK | — | Erstveröffentlichung: 27. Juni 2025 Verkäufe: + 200.000                        |
| Folgende Lieder erschienen nicht als Single, wurden aber durch das Album zum Download und Streaming bereitgestellt und konnten somit eine Platzierung erlangen: |                                                                                 | | | | | |                                                                                |
| |                                                                                 | | | | | |                                                                                |
| 2023 | Haven’t You Ever Been in Love Before Broken by Desire to Be Heavenly Sent       | — | — | — | UK28 (3 Wo.)UK | — | Charteinstieg: 1. Juni 2023                                                    |
| 2024 | A Cure for Minds Unwell Broken by Desire to Be Heavenly Sent (Extended Edition) | — | — | — | UK59 (1 Wo.)UK | — | Charteinstieg: 18. Januar 2024                                                 |

## Musikvideos
| Jahr | Titel              | Regie             |
| ---- | ------------------ | ----------------- |
| 2017 | Lost on You (Live) | Libby Burke Wilde |
| 2018 | Rush               | Lily Rose Thomas  |
| 2018 | Tough (Live)       | Lily Rose Thomas  |
| 2018 | Grace              | Louis Bhose       |
| 2019 | Someone You Loved  | Ozzie Pullin      |
| 2019 | Bruises            | Emil Nava         |
| 2020 | Before You Go      | Kyle Thrash       |
| 2022 | Forget Me          | Louis Bhose       |
| 2022 | Pointless          | Hector Dockrill   |
| 2023 | Wish You the Best  | Phil Beastall     |

## Autorenbeteiligungen
Capaldi schreibt die meisten seiner Lieder selbst. Die folgende Liste beinhaltet Titel, die von Capaldi geschrieben, jedoch nicht selbst interpretiert wurden und sich in den Singlecharts platzieren konnten.

| Jahr | Titel Interpretation                | Höchstplatzierung, Gesamtwochen, AuszeichnungChartplatzierungen (Jahr, Titel, Interpretation, Platzierungen, Wochen, Auszeichnungen, Anmerkungen) | Höchstplatzierung, Gesamtwochen, AuszeichnungChartplatzierungen (Jahr, Titel, Interpretation, Platzierungen, Wochen, Auszeichnungen, Anmerkungen) | Höchstplatzierung, Gesamtwochen, AuszeichnungChartplatzierungen (Jahr, Titel, Interpretation, Platzierungen, Wochen, Auszeichnungen, Anmerkungen) | Höchstplatzierung, Gesamtwochen, AuszeichnungChartplatzierungen (Jahr, Titel, Interpretation, Platzierungen, Wochen, Auszeichnungen, Anmerkungen) | Höchstplatzierung, Gesamtwochen, AuszeichnungChartplatzierungen (Jahr, Titel, Interpretation, Platzierungen, Wochen, Auszeichnungen, Anmerkungen) | Anmerkungen                                                   |
| Jahr | Titel Interpretation                | DE | AT | CH | UK | US | Anmerkungen                                                   |
| ---- | ----------------------------------- | --- | --- | --- | --- | --- | ------------------------------------------------------------- |
| 2020 | How to Be Lonely Rita Ora           | — | — | — | UK57 (7 Wo.)UK | — | Erstveröffentlichung: 13. März 2020                           |
| 2020 | Lasting Lover Sigala & James Arthur | DE— bDE | — | CH41 (1 Wo.)CH | UK10 Platin · (19 Wo.)UK | US— GoldUS | Erstveröffentlichung: 4. September 2020 Verkäufe: + 1.390.000 |

## Promoveröffentlichungen
Promo-Singles

| Jahr | Titel Album                                                 | Höchstplatzierung, Gesamtwochen, AuszeichnungChartplatzierungen (Jahr, Titel, Album, Platzierungen, Wochen, Auszeichnungen, Anmerkungen) | Höchstplatzierung, Gesamtwochen, AuszeichnungChartplatzierungen (Jahr, Titel, Album, Platzierungen, Wochen, Auszeichnungen, Anmerkungen) | Höchstplatzierung, Gesamtwochen, AuszeichnungChartplatzierungen (Jahr, Titel, Album, Platzierungen, Wochen, Auszeichnungen, Anmerkungen) | Höchstplatzierung, Gesamtwochen, AuszeichnungChartplatzierungen (Jahr, Titel, Album, Platzierungen, Wochen, Auszeichnungen, Anmerkungen) | Höchstplatzierung, Gesamtwochen, AuszeichnungChartplatzierungen (Jahr, Titel, Album, Platzierungen, Wochen, Auszeichnungen, Anmerkungen) | Anmerkungen                                                                                          |
| Jahr | Titel Album                                                 | DE | AT | CH | UK | US | Anmerkungen                                                                                          |
| ---- | ----------------------------------------------------------- | --- | --- | --- | --- | --- | --- |
| 2016 | Something in the Water / Burning in the Back of Your Mind – | — | — | — | — | — | Erstveröffentlichung: 2016                                                                           |
| 2019 | Spotify Singles –                                           | — | — | — | — | — | Erstveröffentlichung: 29. November 2019 (RSD) Inhalt: Hold Me While You Wait + When the Party’s Over |
| 2024 | Strangers Broken by Desire to Be Heavenly Sent              | — | — | — | UK37 (4 Wo.)UK | — | Erstveröffentlichung: 5. Januar 2024                                                                 |
| 2025 | Everytime (BBC Radio 1 Live Louge) –                        | — | — | — | — | — | Erstveröffentlichung: 11. April 2025                                                                 |

## Sonderveröffentlichungen

### Alben
| Jahr | Titel Musiklabel                                             | Anmerkungen                                                              |
| ---- | ------------------------------------------------------------ | ------------------------------------------------------------------------ |
| 2018 | Deezer Sessions Vertigo Records (UMG)                        | Erstveröffentlichung: 16. November 2018 Teil der „Deezer-Sessions“-Reihe |
| 2019 | Up Next Live from Apple Champs-Élysées Vertigo Records (UMG) | Erstveröffentlichung: 30. August 2019 Teil der „Up-Next“-Reihe           |

| Jahr | Titel Musiklabel                                                                  | Anmerkungen                                                                                      |
| ---- | --------------------------------------------------------------------------------- | ------------------------------------------------------------------------------------------------ |
| 2020 | Divinely Uninspired to a Hellish Extent – Live from Wembley Vertigo Records (UMG) | Erstveröffentlichung: 4. Dezember 2020 Teil von Divinely Uninspired to a Hellish Extent – Finale |

### Lieder
| Jahr | Titel Album                                               | Anmerkungen                                                                 |
| ---- | --------------------------------------------------------- | --------------------------------------------------------------------------- |
| 2019 | Shallow (Live) BBC Radio 1’s Live Lounge – The Collection | Erstveröffentlichung: 8. November 2019 Original: Lady Gaga & Bradley Cooper |

| Jahr | Titel Soundtrack          | Anmerkungen                          |
| ---- | ------------------------- | ------------------------------------ |
| 2019 | Days Gone Quiet Days Gone | Erstveröffentlichung: 19. April 2019 |

## Statistik

### Chartauswertung
|                     | DE    | AT    | CH    | UK    | US    |
| ------------------- | ----- | ----- | ----- | ----- | ----- |
| Nummer-eins-Alben   | DE—DE | AT—AT | CH—CH | UK2UK | US—US |
| Top-10-Alben        | DE2DE | AT2AT | CH2CH | UK2UK | US—US |
| Alben in den Charts | DE2DE | AT2AT | CH2CH | UK2UK | US2US |

|                       | DE    | AT    | CH    | UK     | US    |
| --------------------- | ----- | ----- | ----- | ------ | ----- |
| Nummer-eins-Singles   | DE—DE | AT—AT | CH—CH | UK6UK  | US1US |
| Top-10-Singles        | DE—DE | AT1AT | CH2CH | UK8UK  | US2US |
| Singles in den Charts | DE4DE | AT5AT | CH8CH | UK13UK | US3US |

### Auszeichnungen für Musikverkäufe
Die Lieder Don’t Get Me Wrong, Forever, Headspace, Hollywood, Leaving My Love Behind, Maybe, Mercy, One, Something Borrowed und When the Party’s Over wurden weder als Singles veröffentlicht, noch konnten sie aufgrund hoher Download- oder Streamingzahlen die Charts erreichen. Dennoch erhielten die Titel Schallplattenauszeichnungen.
| Land/RegionAuszeichnungen für Musikverkäufe (Land/Region, Auszeichnungen, Verkäufe, Quellen) | Silber     | Gold       | Platin         | Diamant       | Verkäufe   | Quellen              |
| -------------------------------------------------------------------------------------------- | ---------- | ---------- | -------------- | ------------- | ---------- | -------------------- |
| Australien (ARIA)                                                                            | —          | 6× Gold6   | 52× Platin52   | —             | 3.850.000  | aria.com.au          |
| Belgien (BRMA)                                                                               | —          | 2× Gold2   | 6× Platin6     | —             | 280.000    | ultratop.be          |
| Brasilien (PMB)                                                                              | —          | 2× Gold2   | 7× Platin7     | 12× Diamant12 | 2.080.000  | pro-musicabr.org.br  |
| Dänemark (IFPI)                                                                              | —          | 6× Gold6   | 19× Platin19   | —             | 1.560.000  | ifpi.dk              |
| Deutschland (BVMI)                                                                           | —          | 2× Gold2   | 2× Platin2     | Diamant1      | 2.100.000  | musikindustrie.de    |
| Finnland (IFPI)                                                                              | —          | —          | Platin1        | —             | 40.000     | Einzelnachweise      |
| Frankreich (SNEP)                                                                            | —          | 3× Gold3   | —              | 2× Diamant2   | 916.666    | snepmusique.com      |
| Griechenland (IFPI)                                                                          | —          | Gold1      | 2× Platin2     | —             | 50.000     | Einzelnachweise      |
| Italien (FIMI)                                                                               | —          | Gold1      | 13× Platin13   | —             | 1.190.000  | fimi.it              |
| Kanada (MC)                                                                                  | —          | 5× Gold5   | 27× Platin27   | 3× Diamant3   | 4.760.000  | musiccanada.com      |
| Malaysia (RIM)                                                                               | —          | —          | 5× Platin5     | —             | 810.000    | Einzelnachweise      |
| Neuseeland (RMNZ)                                                                            | —          | 3× Gold3   | 31× Platin31   | —             | 877.500    | radioscope.co.nz NZ2 |
| Niederlande (NVPI)                                                                           | —          | 2× Gold2   | 2× Platin2     | —             | 220.000    | nvpi.nl              |
| Norwegen (IFPI)                                                                              | —          | —          | 5× Platin5     | —             | 140.000    | ifpi.no              |
| Österreich (IFPI)                                                                            | —          | —          | 16× Platin16   | —             | 450.000    | ifpi.at              |
| Philippinen (PARI)                                                                           | —          | —          | 2× Platin2     | —             | 30.000     | Einzelnachweise      |
| Polen (ZPAV)                                                                                 | —          | 2× Gold2   | 7× Platin7     | Diamant1      | 530.000    | olis.pl              |
| Portugal (AFP)                                                                               | —          | Gold1      | 14× Platin14   | —             | 143.500    | Einzelnachweise      |
| Schweden (IFPI)                                                                              | —          | —          | 6× Platin6     | —             | 380.000    | sverigetopplistan.se |
| Schweiz (IFPI)                                                                               | —          | 3× Gold3   | 4× Platin4     | —             | 110.000    | musikwoche.de        |
| Singapur (RIAS)                                                                              | —          | —          | 2× Platin2     | —             | 20.000     | rias.org.sg          |
| Spanien (Promusicae)                                                                         | —          | 2× Gold2   | 11× Platin11   | —             | 720.000    | elportaldemusica.es  |
| Ungarn (MAHASZ)                                                                              | —          | —          | 7× Platin7     | —             | 28.000     | slagerlistak.hu      |
| Vereinigte Staaten (RIAA)                                                                    | —          | Gold1      | Platin1        | Diamant1      | 11.500.000 | riaa.com             |
| Vereinigtes Königreich (BPI)                                                                 | 8× Silber8 | 6× Gold6   | 41× Platin41   | —             | 26.700.000 | bpi.co.uk            |
| Insgesamt                                                                                    | 8× Silber8 | 48× Gold48 | 283× Platin283 | 20× Diamant20 |            |                      |